# Cora de l'Acròpoli d'Atenes

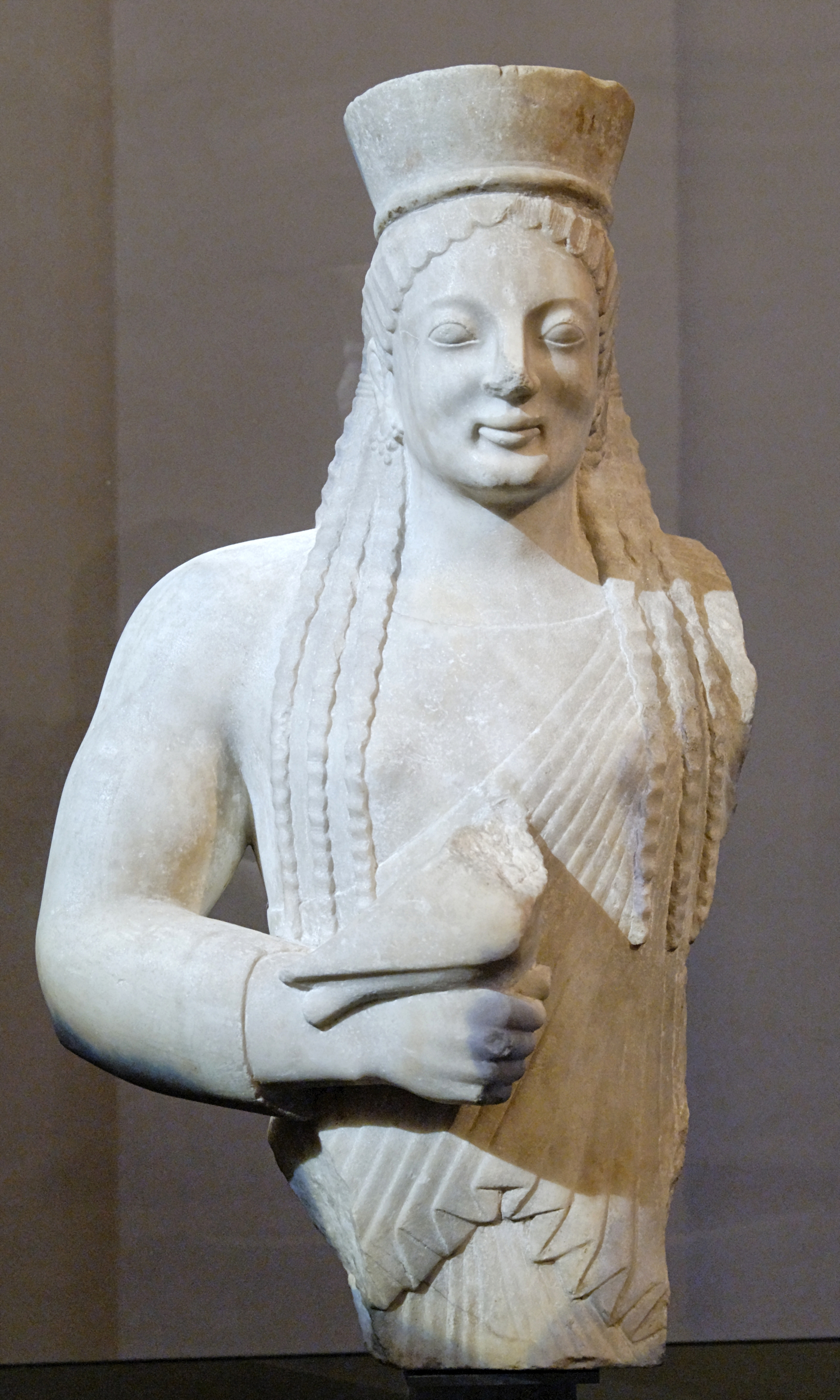
La cora de Lió al Museu de Belles arts de Lió

Les Cora de l'Acròpoli d'Atenes són un grup d'estàtues femenines (cora), descobertes en l'Acròpoli d'Atenes a finals del s. XIX, totes del mateix tipus i clara funció votiva. S'hi pot rastrejar l'evolució estilística de l'escultura àtica arcaica durant quasi un segle, del 570 al 480 ae. Això demostra l'inici i abast de la influència jònica en l'art atenés de la segona meitat del s. VI aC. En aquest període els elements jònics aparegueren per primera vegada en les obres arquitectòniques de Pisístrat i augmentà la connexió entre Jònia i Atenes. Cap a finals del s. VI ae, aquesta influència es veu absorbida, i hi naix un nou estil, l'anomenat estil sever, amb una creixent influència del Peloponés.

## Descripció

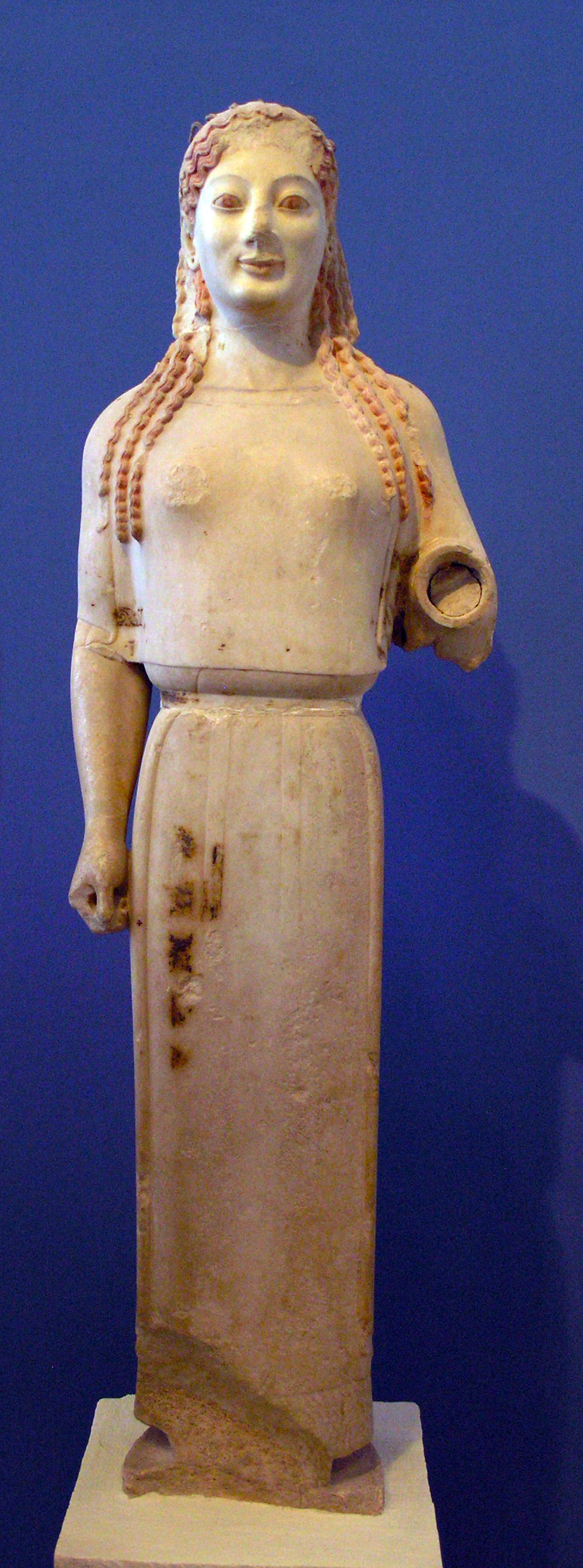
Cora amb peple, c. 530 ae

Entre les cora més antigues de l'acròpoli d'Atenes, hi ha l'Acròpoli 619 i l'Acròpoli 677, que daten de la primera meitat del s. VI i provenen de Samos i Naxos respectivament, mentre que la Cora de Lió, que data de mitjan segle, representa el primer exemple de la influència jònica en l'escultura àtica, així com el primer ús del vestit típic jònic a l'Àtica. En la mateixa categoria es troba l'Acròpoli 593.
El canvi del vestit dòric pel jònic influí en tot el sistema formal. La mà que sostenia l'ofrena se separa del bust i s'estén cap endavant, mentre que el braç del seu costat recull les faldilles, com es veu en figures femenines jòniques, com el Grup de Geneleus. El canvi s'hi introduí un temps abans de la Cora del peple (Acròpoli 679), uns 10 o 15 anys després de la Cora de Lió.
És comuna la juxtaposició de les cora àtiques dels anys 530 ae amb Leda en l'àmfora d'Exequies al Museu Gregorià Etrusc. Aquest grup inclou la Cora del peple i l'Acròpoli 678, que mostren, però, temperaments completament diferents entre si. L'Acròpoli 669 sembla una figura de transició; la cora té una estructura corporal propera a models anteriors, però els ulls s'han reduït i s'han marcat els llagrimals, com en totes les cora posteriors. A partir d'aquest moment, el vestit jònic adopta una forma estàndard basada en la profunditat i la folgança de la himatió i en la representació lúdica del material. Ernst Langlotz no considera que la combinació d'elements antics i nous siga una justificació suficient per a una datació més alta i col·loca aquesta cora, com l'Acropolis 678, a la fi de segle.

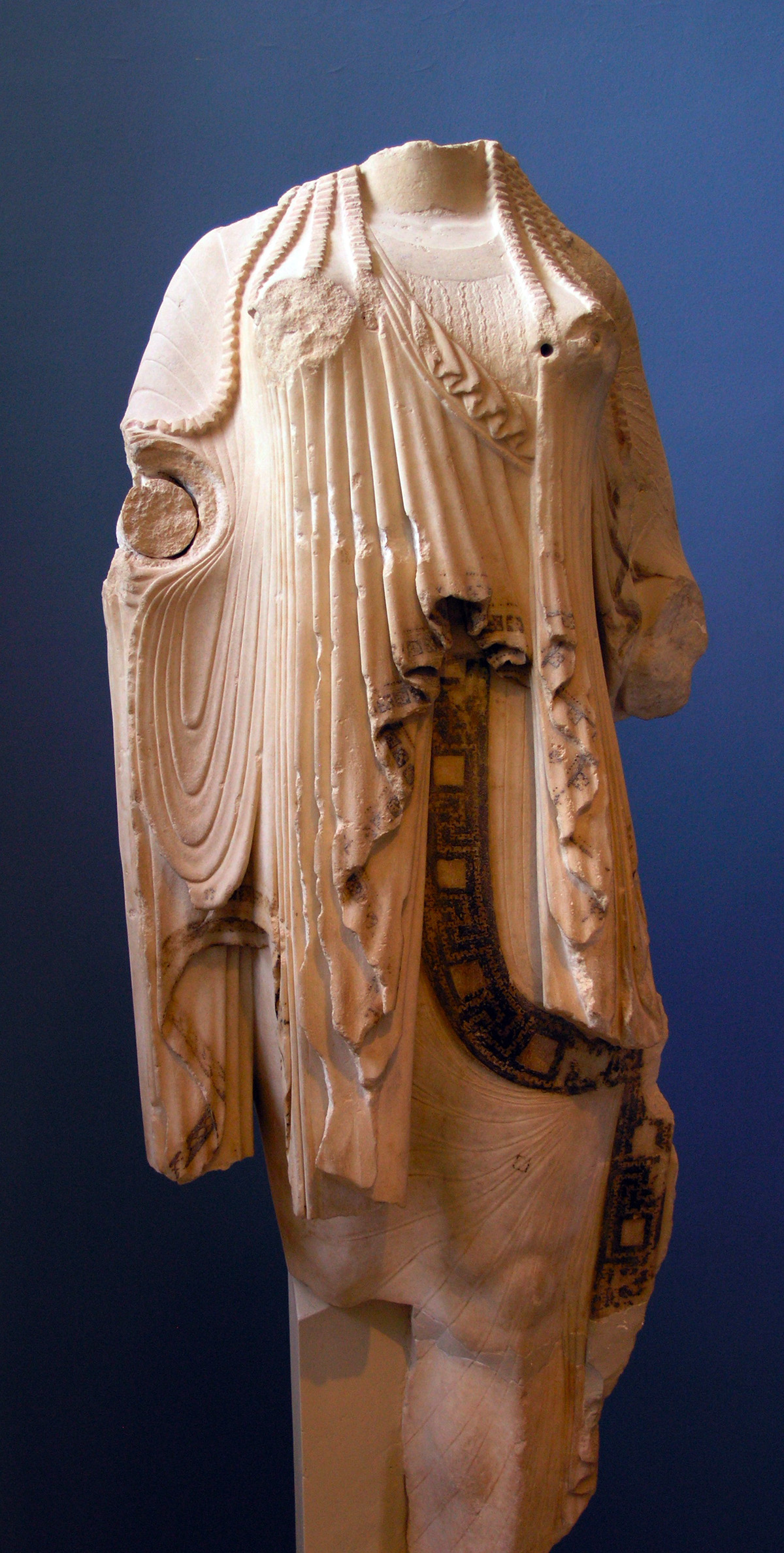
Acr. 594, c. 520-510 ae

Els darrers trenta anys del s. VI ae es caracteritzen per una gran atenció a la configuració del rostre i la decoració de les superfícies, visibles en el tractament del cabell i la roba. N'és un exemple l'Acròpoli 682, comparable a les cariàtides del Tresor Sifinià, així com el cap de l'Acròpoli 660.
La Cora d'Antenor (Acròpoli 681) podria ser considerada una interpretació d'aquest tema. S'ha dubtat de la relació de l'estàtua amb la base inscrita que n'identifica el creador com l'escultor atenés Antenor, però en tot cas era obra d'un mestre.  La cora Acropolis 674 és única en la seua estructura corporal: un coll llarg i espatles inclinades en contrast amb el cap, que és una mica pesant. L'expressió facial està subratllada per una nova subestimació en els detalls del pentinat i la roba. El modelatge de la cara anticipa, a la primeria de segle, la simplificació de la Cora d'Eutidikos i en l'escultura clàssica. El "somriure arcaic" desapareix amb l'Acròpoli 685, que en té una estructura semblant però una postura inusual: ambdues mans s'estenen amb ofrenes i, com a resultat, la roba no es recull i cau verticalment, seguint la línia del cos. Ranuccio Bianchi Bandinelli atribueix aquestes cora a un solo mestre l'emprempta estilística del qual també veu en la Cora d'Eutidikos i en l'Efeb ros.

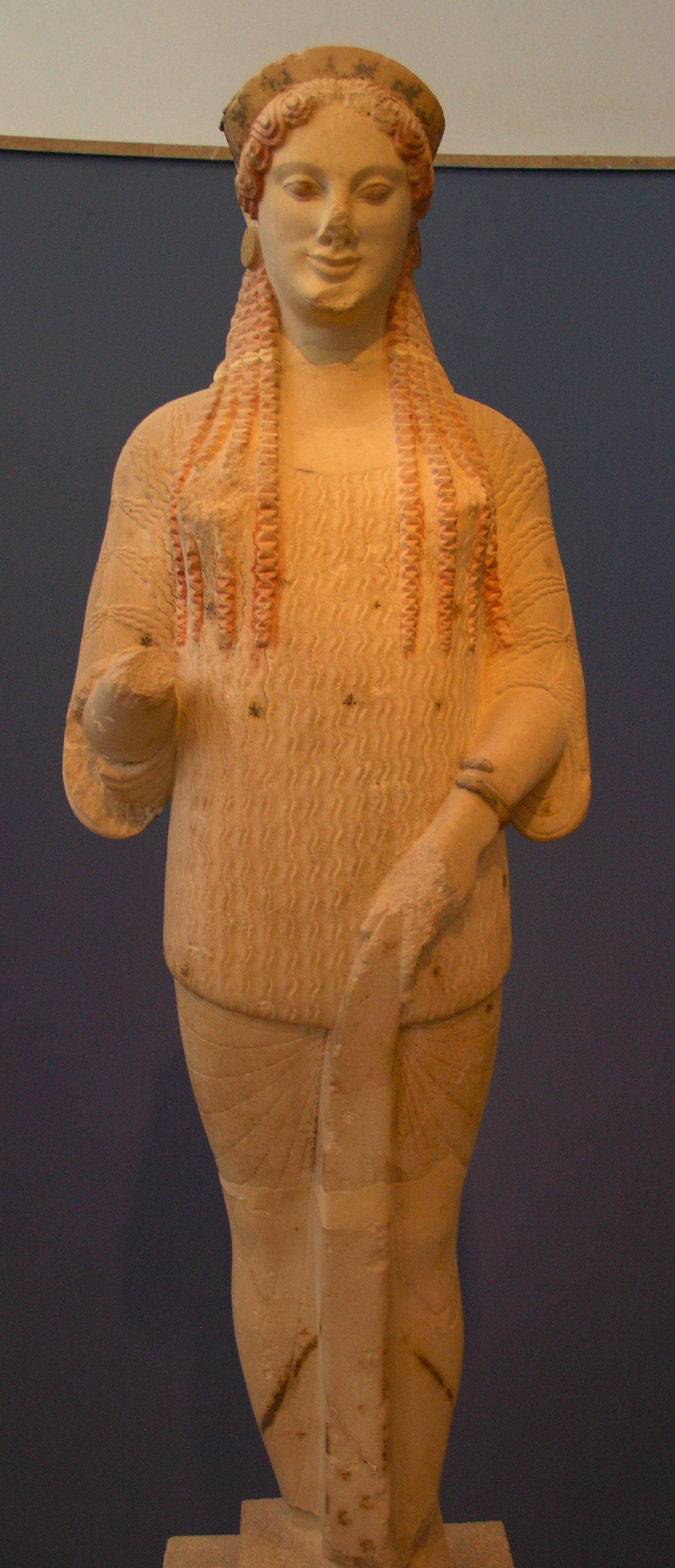
Acr. 670, c. 520-500 ae

L'Acròpoli 670 també té un vestit inusual en aquest període. El cap Acròpoli 643 és una de les obres mestres de l'escultura de l'Àtica, un dels pocs caps femenins que igualen el cap de Rayet i el cap de Sabouroff.
A la primeria del s. V, la pràctica d'oferir cora com a ofrena començà a declinar i només hi ha unes poques figures que pertanyen a aquest període. La més antiga n'és l'Acròpoli 684, que té una estructura imposant i uns vestits voluminosos. La individualitat especial del cap recorda l'Acròpoli 674, però està encara més prop de la Cora d'Eutidikos. Per la semblança amb un cap de terracota d'Atena trobat a Olímpia el 1940, ha estat considerada l'obra d'un artista peloponés.

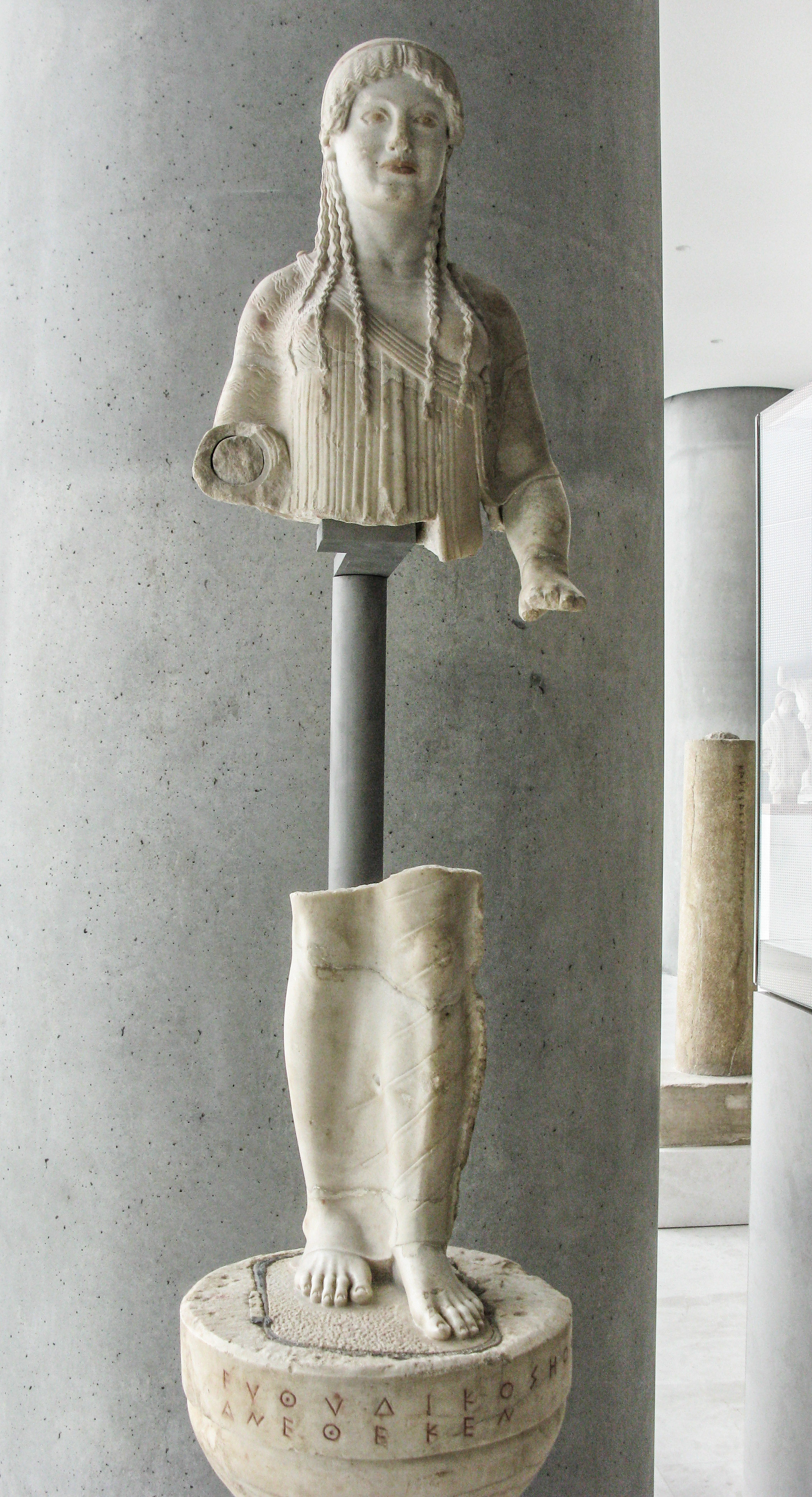
Cora d'Eutidikos

La fragmentària Acròpoli 696 sembla pertànyer al mateix autor que el de l'Acròpoli 684 i a la Cora d'Eutidikos. La cara té un aspecte ampli i uniforme, la boca s'acosta a la forma adoptada per la Cora d'Eutidikos i el cabell està tractat amb un estil senzill. Els escultors àtics abandonaren la complexa decoració de la superfície que s'utilitzava en el període anterior. Moltes de les formes característiques d'aquest nou estil semblen provenir dels bronzes del Peloponés, igual que la Cora d'Eutidikos se sembla estilísticament a l'Apol·lo del frontó del temple de Zeus d'Olímpia.